# Discosauriscus
Discosauriscinae
Ne doit pas être confondu avec Discosaurus.
Sous-famille
Genre
Discosauriscus, unique représentant de la sous-famille des Discosauriscinae, est un genre fossile de petits reptiliomorphes de la famille des Karpinskiosauridae. Selon Paleobiology Database en 2023, ce genre est représenté par cinq espèces référencées et sont espèce type est Discosauriscus austriacus.

## Classification
La sous-famille des Discosauriscinae est décrite en 1947 par le paléontologue américain Alfred Sherwood Romer (1894-1973).
Le genre Discosauriscus est décrit en 1933 par le paléontologue allemand Oskar Kuhn (1908-1990),.
L'espèce type, Discosauriscus austriacus, est décrite en 1876 par le paléontologue tchèque Alexander Makowsky (d) (1833-1908) sous le protonyme Archegosaurus austriacus.

### Sous-famille

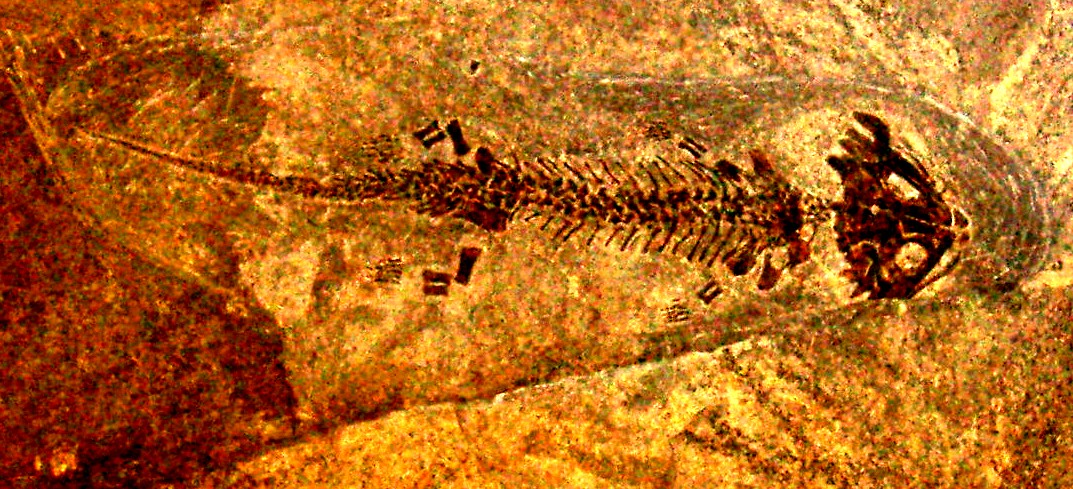
Discosauriscus austriacus.

Discosauriscus appartient à l'ordre des Seymouriamorpha et constitue le seul genre de la sous-famille des Discosauriscinae Romer, 1947. 

### Taxons invalides
Letoverpeton Spinar, 1952 ainsi que Discosaurus Credner, 1883 sont des taxons invalides de Discosauriscus.

### Fossiles

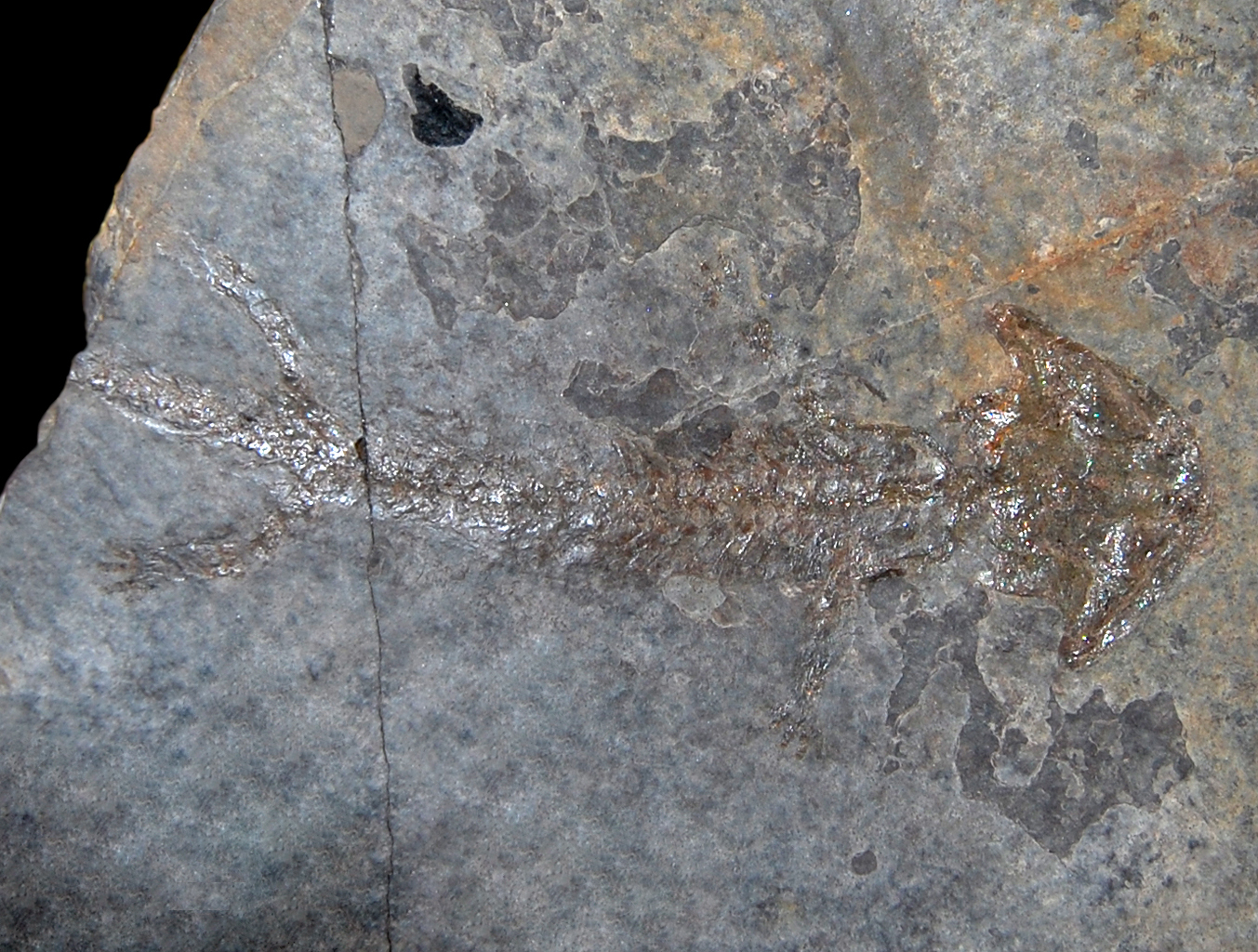
Fossile à Vienne.

Les espèces du genre Discosauriscus ont vécu dans ce qui est maintenant l'Europe centrale et occidentale au Permien inférieur et moyen. Leurs meilleurs fossiles ont été découverts à Boskovice Furrow, en République tchèque.

## Liste des espèces
Selon Paleobiology Database en 2023, cinq espèces sont actuellement référencées :
- Discosauriscus austriacus Makowsky, 1876 - espèce type
- Discosauriscus egregius  Shishkin, 1968
- Discosauriscus netschajevi Riabinin, 1911
- Discosauriscus purlensis Shishkin 1968
- Discosauriscus sacheti Heyler, 1969

## Caractéristiques
On pensait depuis longtemps que les Discosauriscidae étaient connus sous des formes larvaires ou néoténiques, et trois stades ontogénétiques avaient été distingués.
Cependant, des études plus récentes ont conclu que certains spécimens subadultes, probablement terrestres, étaient connus, de sorte que le cas de la néoténie dans ce taxon n’est pas aussi étayé qu’on le pensait. Discosauriscus avait les mâchoires larges avec les dents acérées, les membres courts et la queue relativement longue. La formule phalangienne était 2-3-4-5-3 pour les membres postérieurs et antérieurs. Le corps était couvert d'écailles arrondies avec des anneaux concentriques et un système de ligne latérale bien préservé a été décrit.
Discosauriscus peut avoir possédé des organes électrorécepteurs.

### Publications originales
- (en) Alfred Sherwood Romer, « Review of the Labyrinthodontia », Bulletin of the Museum of Comparative Zoology, Cambridge, États-Unis, vol. 99, no 1,‎ mars 1947, p. 1–368 (ISSN 0027-4100, lire en ligne).
- (de) O.Kuhn, Fossilium Catalogus. I: Animalia. Pars 97: Amphibia, 1933, 1-114 p. .